# Loimil
Loimil es una parroquia en el nordeste del término municipal del ayuntamiento de La Estrada, en la provincia de Pontevedra, comunidad autónoma de Galicia, España. Loimil es una de las poblaciones que forman parte de la Vía de la Plata, una de las rutas de peregrinación del Camino de Santiago.

## Etimología
El origen del nombre procedería del latín (villa) Lodemiri, indicando la pertenencia a un possessor llamado Lodemirus, nombre de origen germánico.

## Límites
Limita con las parroquias de Oca, Remesar, Orazo y el ayuntamiento vecino de Boqueijón.

## Monumentos
- Iglesia de Santa María, en estilo románico de la segunda mitad del siglo XII, con una sola nave en bóveda de cañón y ábside rectangular dividido en dos tramos por semicolumnas adosadas y rematado con un Agnus Dei. Tiene puertas, también románicas, con tímpano liso.
- Crucero de Loimil.

## Población
En 1842 tenía una población de hecho de 237 personas. En los veinte años que van de 1986 a 2006 la población pasó de 275 a 221 personas, lo cual significó una pérdida del 19,64%.

## Fiestas
- El segundo domingo de junio se celebra la fiesta gastronómica de exaltación del cordero denominada Festa do año ó espeto.
- El sábado anterior al día 16 de julio se celebra la denominada Festa da Mocidade en honor a la Virgen del Carmen.
- El 15 de agosto se conmemora el día de la Patrona (Sta María).
- El sábado anterior al 19 de septiembre se celebra la tradicional romería popular a la Virgen de La Saleta.